# Florentiner (Gebäck)

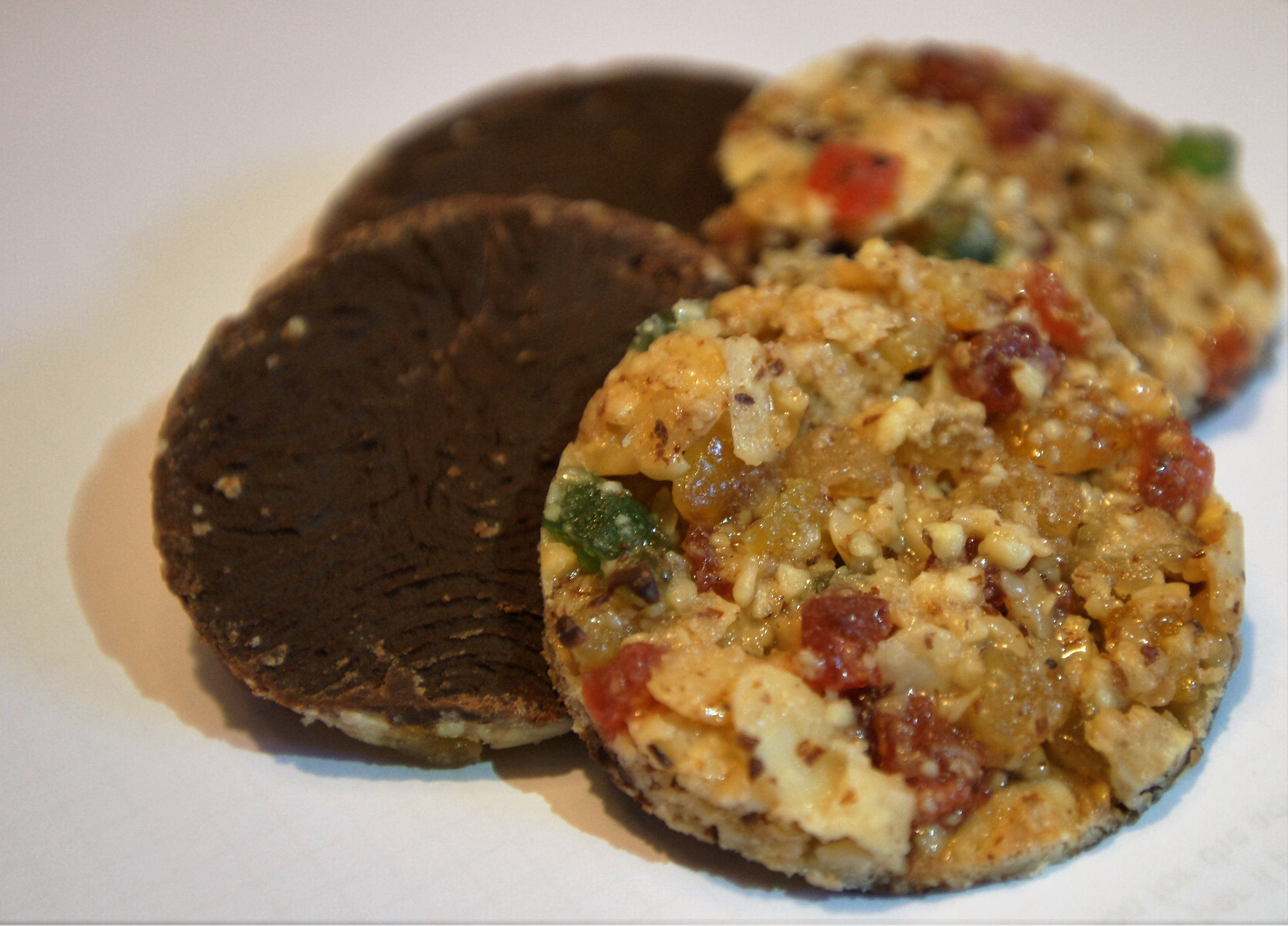
Florentiner

Florentiner sind ein flaches, rundes Gebäck aus einer knusprig gebackenen Röstmasse mit Mandeln oder Nüssen. Zusätzlich können sie kandierte Früchte (beispielsweise Orangeat, Zitronat) und Honig enthalten. Die Unterseite wird mit Kuvertüre überzogen.
Nach dem Deutschen Lebensmittelbuch dürfen Florentiner auch Mehl enthalten, aber höchstens 5 % der Gesamtmasse, abzüglich des Schokoladenüberzugs. Außerdem sehen die Leitsätze des Lebensmittelbuchs als Überzug ausschließlich Schokolade vor, insbesondere also keine kakaohaltige Fettglasur. Mit Schokoladearten verwechselbare Überzüge werden nicht verwendet.
Das Rezept ist wahrscheinlich in Frankreich entstanden. Florentiner sind in vielen Gegenden Süddeutschlands und in Österreich ein traditionelles Weihnachtsgebäck. Kleinere Florentiner bezeichnet man als Florentiner Plätzchen.